# Bangsia arcaei
Tangará-azul-e-dourado ou saíra-azul-e-amarela (Bangsia arcaei) é uma espécie de ave da família Thraupidae.
Pode ser encontrada nos seguintes países: Costa Rica e Panamá.
Os seus habitats naturais são: florestas subtropicais ou tropicais húmidas de baixa altitude e regiões subtropicais ou tropicais húmidas de alta altitude.
Está ameaçada por perda de habitat.